# Romeo Vásquez Velásquez
Romeo Orlando Vásquez Velásquez (nascido em 20 de janeiro de 1957) é um político hondurenho e general de brigada aposentado. Foi chefe das forças armadas de Honduras de 11 de janeiro de 2005 a 25 de janeiro de 2010.
Nasceu em Siguatepeque, Departamento de Comayagua. Em 1972, alistou-se no exército e frequentou a Escola das Américas (SOA/WHINSEC) pelo menos duas vezes, em 1976 e 1984.
Ele é formado em economia e finanças. É casado com Licida Zelaya Lobo, de Olancho, e têm dois filhos. Ele também tem outros seis.

## Crise constitucional hondurenha de 2009
Ele foi demitido pelo presidente Manuel Zelaya em 25 de junho de 2009, por se recusar a permitir que as forças armadas ajudassem na realização de um quarto referendo de urna em Honduras proposto pelo presidente Zelaya. Vásquez afirmou que se recusou a ajudar na votação destinada a remover o limite constitucional de um mandato porque a Suprema Corte de Honduras havia declarado a votação ilegal. Zelaya negou que o referendo tenha a intenção de estender os limites de mandatos, mas afirmou que era para perguntar ao povo se eles queriam adicionar a questão de uma assembléia constitucional à votação de novembro. Mais tarde, no mesmo dia, no entanto, todos os cinco juízes da Suprema Corte agiram em favor de um chefe de gabinete, restabelecendo-o no cargo depois de declarar sua destituição inconstitucional. A resolução citava o artigo 40 do Ato Constitutivo das Forças Armadas, Decreto 39-2001: "O chefe do Estado-Maior Conjunto terá três anos de mandato e só será destituído por renúncia, incapacidade absoluta desqualificação do cargo para decisão final e perda ou suspensão da cidadania decretada por autoridade competente nos termos da lei e até o término de seu tempo de serviço ativo nas forças armadas. Os militares exilaram Zelaya à força em 28 de junho de 2009, precipitando o golpe de estado hondurenho de 2009. O Procurador-Geral acusou a liderança militar por esse ato, mas a Suprema Corte rejeitou todas as acusações.

## Carreira política
Em 9 de março de 2010, o presidente Porfirio Lobo Sosa nomeou Vásquez Velásquez como chefe da empresa estatal de telecomunicações Hondutel.
Vásquez Velásquez concorreu à presidência de Honduras nas eleições gerais hondurenhas de 2013 e novamente em 2017 pelo partido Aliança Patriótica Hondurenha, formado em 2011.